# The Show (1927)
The Show é um filme de drama mudo norte-americano de 1927, dirigido por Tod Browning, com base em 1910 do romance de Charles Tenney Jackson, The Day of Souls.